# Paus Eugenius III
Eugenius III, geboren als Bernardo Pignatelli (Montemagno (bij Pisa), ? – Tivoli, 8 juli 1153) was paus van 1145 tot 1153.

## Verkiezing tot paus
Pignatelli was afkomstig uit Pisa. Zijn geboortejaar is onbekend. Hij was abt van een cisterciënzerklooster even buiten Rome. Zijn verkiezing tot paus in februari 1145 kwam mede door het gebrek aan belangstelling, en gedeeltelijk door zijn vriendschap met Bernardus van Clairvaux, op dat moment de meest invloedrijke geestelijke in de katholieke kerk. Bernard was overigens niet voor zijn verkiezing, omdat hij meende dat Pignatelli de vereiste kwaliteiten miste.

## Pontificiaat
Eugenius verbleef gedurende het grootste deel van zijn pontificaat buiten Rome. Hij werd in het klooster van Farfa ingehuldigd. Rome stond onder invloed van Arnold van Brescia – die het verzet aanvoerde tegen de wereldlijke macht van de pausen. Eugenius III zocht hulp bij steden die zich tegen Rome verzetten. Met die hulp slaagde hij er voor een poos in zijn positie in Rome te vestigen, maar niet voor lange duur. Via Viterbo en Siena kwam hij uiteindelijk in Frankrijk terecht.
Eugenius vernam in december 1145 dat Edessa was ingenomen door de Turken. In reactie hierop vaardigde hij een pauselijke bul uit: Quantum praedecessores gericht tot Lodewijk VII van Frankrijk (1137–80), waarin werd opgeroepen tot een nieuwe kruistocht. Deze oproep werd ondersteund op de rijksdag van Speyer in 1146. De koning Koenraad III (1138–52) en vele edelen werden overtuigd van de noodzaak door een krachtig pleidooi van Bernardus van Clairvaux.
Tijdens zijn pontificiaat hield Eugenius III een aantal synodes: in Parijs, Reims en in Trier. De synodes waren bedoeld om het kerkelijk leven te hervormen. Daarnaast sprak Eugenius zijn lof uit over het leven van Hildegard van Bingen.
In 1149 keerde hij terug naar Italië. Hij vestigde zijn residentie in Viterbo. In 1150 lukte het hem kortstondig om zich weer in Rome te vestigen dankzij hulp van de koning van Sicilië. De nieuwe keizer van het Heilige Roomse Rijk keizer Frederik I Barbarossa (1152–90) beloofde hem steun tegen zijn opstandige onderdanen. Voordat die steun verleend kon worden, stierf Eugenius III op 8 juli 1153 in Tivoli.

## Zaligverklaring
Hoewel de inwoners van Rome zich fel verzet hadden tegen de wereldlijke macht van Eugenius III, hadden zij nooit bezwaar gemaakt tegen zijn geestelijk leiderschap. Hij kon daarom zonder bezwaar begraven worden in het Vaticaan. Vrij spoedig na zijn bijzetting werd er gesproken over wonderbaarlijke genezingen bij zijn graf.
Dit leidde er uiteindelijk toe dat Eugenius III op 28 september 1872 door paus Pius IX zalig werd verklaard.